# 블리트 (1968년 영화)
《블리트》(영어: Bullitt)는 1968년에 개봉한 미국의 액션 스릴러 영화이다. 스티브 매퀸 주연작으로, 피터 예이츠 감독이 연출했다. 원작은 로버트 L. 피시가 로버트 L. 파이크라는 필명으로 발표한 소설 〈Mute Witness〉(→무언의 목격자)이다.
2007년 이 영화는 미국 의회도서관에 의해 문화적으로, 역사적으로, 미적으로 중요성을 인정받아 미국 국립영화등기부에 선정, 보존되었다.

## 줄거리
샌프란시스코 경찰국 형사 프랭크 불릿은 상원 위원회의 조직 범죄 청문회 증인 출석이 월요일 아침으로 예정된 조직 폭력배 조니 로스를 조직으로부터 보호하는 임무를 맡게 된다. 하지만 일요일 새벽 1시에 로스가 머물던 호텔에서 갑작스러운 총격 사건이 발생하고, 로스는 병원에서 사망한다. 불릿은 계속 사건을 파헤치기 위해 로스의 사망을 숨기기로 결정하고 그의 시체를 존 도로 등록한다.
불릿은 로스가 샌프란시스코로 온 이유가 조직에게서 수백만 달러를 훔쳤기 때문이라는 정보를 입수하고, 로스가 샌머테이오의 한 호텔로 장거리 전화를 했다는 사실도 알게 된다. 한편 로스의 행방을 찾던 상원 의원 월터 차머스가 불릿과 그의 팀원 앞으로 로스의 인신 보호 영장을 발부하면서 불릿은 하는 수 없이 상관에게 로스의 사망을 털어놓게 된다. 그러나 상관은 일요일이라는 이유를 대면서 영장을 무시하여 불릿이 사건을 해결할 시간을 벌어 준다.
샌머테이오의 호텔에 도착한 불릿은 목을 졸려 사망한 여성의 시체를 발견하고, 이 여성은 도러시 레닉으로 밝혀진다. 불릿은 로스가 일요일 밤에 샌프란시스코에서 빠져나가기 위해 자신의 도펠겡거이며 도러시의 남편인 중고차 판매원 앨버트 레닉으로 본인을 대신했다는 사실을 깨닫는다. 샌프란시스코 국제공항에서 치열한 추격전 끝에 불릿은 로스를 사살하고 사건을 마무리한다.
불릿은 수사 과정에서 직업에 회의감을 느끼고 여자친구와의 관계에도 갈등을 겪지만, 결국 그녀는 그의 곁을 지키기로 한다. 불릿이 사건은 해결했지만 그의 삶이 이전과는 달라져 있음을 보여주며 영화는 끝을 맺는다.

## 출연진
- 스티브 매퀸 - 프랭크 불릿 경위 역
- 로버트 본 - 월터 차머스 역
- 재클린 비싯 - 캐시 역
- 돈 고든 - “델” 델게티 형사 역
- 로버트 듀발 - 와이스버그 역
- 사이먼 오클랜드 - 샘 베넷 경감 역
- 노먼 펠 - 베이커 경감 역
- 칼 라인델 - 칼 스탠턴 역
- 펄리스 올랜디 - 앨버트 레닉 역
- 팻 러넬라 - 조니 로스 역
- 조지 스탠퍼드 브라운 - 윌러드 의사 역
- 저스틴 타 - 에디 역
- 빅 테이백 - 피트 로스 역
- 존 어프레이아 - 키너 의사 역
- 에드 펙 - 웨스콧 역
- 로버트 립턴 - 차머스의 보좌관 역
- 폴 겐지 - 청부 살인 업자 마이크 역
- 빌 히크먼 - 청부 살인 업자 필 역
- 앨 체코 - 접수 담당 직원 역

## 기타 제작진
- 미술: 앨버트 브레너
- 의상: 시어도라 밴렁클